# 鳴海寛
鳴海 寛（なるみ ひろし、1958年3月20日 - 2015年7月 ）は日本のギタリスト、キーボーディスト、作曲家、編曲家。

## 人物・略歴
8才の頃にクラシック・ギターとキーボードに触れ、12才の時にバート・バカラックの音楽に感銘を受け、作曲を始める。その後はジョアン・ジルベルト 、デイヴィッド・T・ウォーカー、エウミール・デオダート等に影響を受ける。
1976年、作曲コンテストに入賞し、CM音楽でプロデビューを果たす。その後谷山浩子や佐々木幸男等のライブサポートやスタジオコーラス等の活動を開始する。
1980年、八神純子のバックバンド・メルティングポットに参加し、1982年には同バンドに在籍した山川恵津子とのユニット″東北新幹線″を結成し、アルバム『THRU TRAFFIC』を発表する。（後に東北新幹線は、鳴海と山川のライブ・パフォーマンスに対する考え方の相違から自然消滅する。）
ほか、来生たかおのバックバンドや山下達郎のコンサート・ツアー「PERFOMANCE '88-'89」でサポートを務める。山下のライブ『JOY –TATSURO YAMASHITA LIVE–』にはギタリストとして参加し、「蒼氓」「GET BACK IN LOVE」「DOWN TOWN」など数々の楽曲で演奏する。以降、楠木恭介、中山美穂、CINDYなどの多くの作品に作曲や編曲で参加している。
2004年8月には東北新幹線のリユニオンライブを行い、9月に自主制作・自宅録音によるソロアルバム『THE ONE MAN BAND』を発表する。後に体調を崩し、表舞台から退くも自宅で音楽制作を続け、膨大な数の録音を残す。

## 死去・作品のリリース
2015年7月、これから本格的に音楽活動を再開しようとしていた矢先に病に倒れ死去。鳴海が制作した音楽を残すべく、NARUMIN MUSICより2016年4月に第1弾『THE ONE MAN BAND』（鳴海寛名義）がリリースされ、2017年6月には第2弾『Live at Egg-man＋』（メルティング・ポット feat.鳴海寛名義）、第3弾『僕は詩つくり』（鳴海寛名義）、第4弾 『THRU TRAFFIC』（東北新幹線名義）が3枚同時にリリースされた。2018年4月に第5弾『SMILE AGAIN Plays & Sings Bossa Nova』（鳴海寛名義）、2020年6月に第6弾 『HIROSHI NARUMI WORKS SPECIAL 7inch BOX』（鳴海寛名義）がリリースされた。
2016年4月13日、『THE ONE MAN BAND』にボーナス・トラック5曲が追加収録され再発売された。
2022年6月25日には、東北新幹線『THRU TRAFFIC』の発売40周年を記念して、完全未発表音源3曲を含む配信アルバム『AROUND THE THRU TRAFFIC』がリリースされている。